# 9-та дивізія лінкорів (США)
9-та дивізія лінійних кораблів (США) (англ. United States Battleship Division Nine) — з'єднання, дивізія кораблів із чотирьох, пізніше п'яти дредноутів Атлантичного флоту ВМС США, який становив американський внесок у британський Великий Флот під час Першої світової війни. Хоча США вступили у війну 6 квітня 1917 року, коливання серед старших офіцерів ВМС США щодо мудрості розділення американського бойового флоту завадило негайному відправленню будь-яких великих кораблів для служби в зону бойових дій. Після прямого запиту Британського адміралтейства та серії зустрічей вищих штабів, американська думка змінилася, і 7 грудня 1917 року 9-та дивізія лінійних кораблів приєдналася до Великого флоту. У цій організації дивізія служила як 6-та бойова ескадра.
Під час служби у складі британського Великого флоту американська 9-та дивізія лінійних кораблів була змушена швидко адаптуватися до незнайомих британських методів і стандартів ведення бойових дій та морської справи. Нові сигнали та маневри були прийняті відносно гладко, тоді як більш суворі стандарти стрільби виявились важчими для досягнення. На особистому рівні стосунки між американськими та британськими офіцерами були особливо теплими.
Протягом 1918 року дивізія брала участь у всіх великих навчаннях і розгортаннях Великого флоту, а також забезпечувала прикриття кількох окремих конвоїв у Північному морі. Після підписання перемир'я 11 листопада 1918 року 9-та дивізія лінійних кораблів була присутня для капітуляції німецького флоту відкритого моря 21 листопада 1918 року. 1 грудня 1918 року дивізія вийшла з Великого флоту, щоб повернутися до США.
Хоча служба 9-ї дивізії лінійних кораблів обмежувалася в основному конвоюванням і підтримкою блокади німецького узбережжя, її присутність значно збільшила спроможності Великого флоту, таким чином зробивши великий бій між британським і німецьким флотами ще більш малоймовірним у 1918 році. Допомагаючи ефективно блокувати кайзерівський Флот відкритого моря в порту, 9-та дивізія лінкорів відіграла певну роль у забезпеченні контролю союзників над океанами.
|            |
| «Нью-Йорк» |

|           |
| «Делавер» |

|           |
| «Флорида» |

|            |
| «Вайомінг» |

|         |
| «Техас» |

|            |
| «Арканзас» |